# Donnybrook
Donnybrook é uma cidade localizada no estado norte-americano de Dacota do Norte, no Condado de Ward.

## Demografia
Segundo o censo norte-americano de 2000, a sua população era de 90 habitantes.
Em 2006, foi estimada uma população de 83, um decréscimo de 7 (-7.8%).

## Geografia
De acordo com o United States Census Bureau tem uma área de
1,8 km², dos quais 1,8 km² cobertos por terra e 0,0 km² cobertos por água.

## Localidades na vizinhança
O diagrama seguinte representa as localidades num raio de 28 km ao redor de Donnybrook.